# Club Pucará
Club Pucará es un club deportivo argentino de la localidad de Burzaco, Almirante Brown, Provincia de Buenos Aires, Argentina. El club actualmente tiene equipos importantes de hockey y rugby en la zona del Gran Buenos Aires.

## Historia
Club Pucará fue fundado el 12 de octubre de 1943 por jóvenes deportistas y socios del Club de Gimnasia y Esgrima (Buenos Aires) que decidieron separarse de ese club por diferencias con los dirigentes de ese momento, y que luego a través de los años se fue nutriendo de socios y jugadores de las localidades del conurbano bonaerense sur como Burzaco, Glew y Adrogué del partido de Almirante Brown en Provincia de Buenos Aires y también con jugadores de la Capital Federal.
Originalmente era sólo un club de rugby; Pucará ha desarrollado un competitivo equipo de hockey femenino recientemente.

## Rugby
El Club Pucará, fue fundado por un grupo de exjugadores del Club Gimnasia y Esgrima de Buenos Aires,en el año 1943. 
Obtuvo en años sucesivos los torneos de las categorías tercera, segunda y primera.
Ganó su primer título URBA a sólo 3 años desde su creación, en el año 1946. 
En el año 1950 repitió el título.
En 1952 se convirtió en el primer equipo de la Argentina en derrotar a un seleccionado extranjero, y venció a Irlanda, por 11 a 6, en la cancha del Club Gimnasia y Esgrima. Desde entonces, varios jugadores del club fueron elegidos para jugar en la selección de rugby de Argentina.
Actualmente, Pucará juega en el nivel más alto del sistema de ligas de la URBA, que es la Unión de Rugby de Buenos Aires.
En el año 2011, luego de lograr varios años consecutivos clasificar para competir entre los 14 mejores equipos del torneo de la URBA, Pucará logró alcanzar las semifinales, siendo derrotado en esta instancia por Alumni.

## Jugadores destacados
Obtuvieron la camiseta de los Pumas de la Selección de Rugby de Argentina:
- Aítor Otaño
- Guillermo Ehrman
- Isidro Comas
- Gustavo Jorge
- Marcelo Pascual
- Rimas Álvarez Kairelis
- Lucas Borges
- Mauro Comuzzi
- Lucas Pedro González Amorosino
- Conrado González Bravo
- Fernando González Moran
- Oscar Carbone
- Néstor Carbone
- José Palma
- Germán Villamil
- Eduardo Laborde
- Bautista Delguy
- Julián Domínguez
- Manuel Montero[5]
- Gerónimo Albertario
- Pascual Bereciartua
- Víctor Bereciartua
- Domingo Bereciartua
- Guido Albertario
- Diego Palma
- Lucas Mensa
- Laborde Eduardo
- Santiago Zugasti

## Títulos

### Torneos de la URBA
TORNEO URBA 1946 
TORNEO URBA 1950